# Geiz macht klein und hässlich
Geiz macht klein und hässlich ist ein US-amerikanischer Zeichentrick-Kurzfilm von William Hanna und Joseph Barbera aus dem Jahr 1947.

## Handlung
Kater Tom stiehlt eine Flasche Milch, die er in Ruhe allein aus seiner Schale trinken will. Jerry jedoch gesellt sich ein ums andere Mal dazu und obwohl Tom die Milchschale immer wieder versteckt, findet sie Jerry stets. Tom mixt nun aus verschiedenen giftigen Substanzen eine Flüssigkeit, die wie Milch aussieht, und platziert die Schale vor Jerrys Mauseloch. Jerry trinkt von der Flüssigkeit, fällt jedoch nicht tot um, sondern bekommt mit einem Mal unglaubliche Kraft. Er jagt nun Tom. Immer, wenn seine Kräfte nachlassen, trinkt Jerry erneut von der Flüssigkeit, bis Tom die Schale vor ihm verbergen kann.
Jerry mixt sich nun eilig erneut die Flüssigkeit, doch kommt Tom ihm zuvor und trinkt selbst die gesamte Schale leer. Anders als bei Jerry zuvor schwillt Tom zwar zunächst zu riesiger, muskelbepackter Größe an, schrumpft jedoch im nächsten Augenblick auf Jerrys Größe. Weitere Schrumpfungen folgen, bis Tom kaum mehr Fliegengröße hat. Jerry jagt ihn nun mit einer Fliegenklatsche.   

## Produktion
Geiz macht klein und hässlich kam am 14. Juni 1947 als Teil der MGM-Trickfilmserie Tom und Jerry in die Kinos. Der Originaltitel Dr. Jekyll and Mr. Mouse spielt auf Robert Louis Stevensons Der seltsame Fall des Dr. Jekyll und Mr. Hyde an.

## Auszeichnungen
Geiz macht klein und hässlich wurde 1948 für einen Oscar in der Kategorie „Bester animierter Kurzfilm“ nominiert, konnte sich jedoch nicht gegen So ein süßer Piepmatz durchsetzen.